# Magični kvadrat
Mágični kvadráti so v matematiki sheme celih števil v obliki kvadrata, kjer je vsota števil v vsaki vrstici, stolpcu ali diagonali enaka. Magični kvadrat ima lahko liho ali sodo število vrstic in stolpcev. Po navadi je magični kvadrat zapolnjen z zaporednimi števili od ena do n2, kjer je n število vrstic ali stolpcev.
Magični kvadrat lahko določimo kot n × n matriko, da bo vsota njene poljubne vrstice, stolpca ali glavne diagonale dala enak rezultat (kvadratovo magično konstanto, označeno kot M2(n)). Če so ta števila 1, 2,..., n², velja
{\displaystyle M_{2}(n)={\frac {n(n^{2}+1)}{2}}\!\,.}
Za normalne magične kvadrate reda n = 3, 4, 5, ... so prve magične konstante (OEIS A006003):
15, 34, 65, 111, 175, 260, ...
Najmanjši netrivialni magični kvadrat 3. reda je na sliki.
Znan je magični kvadrat reda 4, ki ga je upodobil Albrecht Dürer na litografiji Melanholija I.
| 16 | 3  | 2  | 13 |
| 5  | 10 | 11 | 8  |
| 9  | 6  | 7  | 12 |
| 4  | 15 | 14 | 1  |

Kitajska književnost, ki obstaja nekako od leta 2800 pr. n. št., govori o legendi Lo Šu oziroma o 'zvitku reke Lo'. V starodavni Kitajski se je dogodila velika poplava. Ljudje so poskušali darovati rečnemu bogu reke Lo, eni od poplavnih rek, da bi umirili njegovo jezo. V tem času se je iz vode pojavila želva, ki je imela na oklepu nenavaden vzorec. Pike v vzorcu so bile postavljene v mrežo po tri krat tri, vsota v vsaki vrstici, stolpcu in diagonali pa je bila zmeraj enaka 15. To število je tudi enako 15 dnevom v vsakem od 24. ciklov kitajskega Sončevega leta. Ta vzorec je na svoj način pomagal nadzirati podivjano reko.
{\displaystyle {\begin{bmatrix}4&9&2\\3&5&7\\8&1&6\\\end{bmatrix}}}
Kvadrat Lo Šu, kakor se sedaj imenuje želvin magični kvadrat, je edinstven normalni magični kvadrat tretjega reda in je pomemben člen feng šuja.
Rimljani so kvadrat Lo Šu kasneje imenovali »Saturnov pečat«.
Rudolf Ondrejka je odkril naslednji 3 × 3 magični kvadrat praštevil, v tem primeru  devet Čenovih praštevil:
| 17  | 89 | 71  |
| 113 | 59 | 5   |
| 47  | 29 | 101 |

z magično konstanto 177.
Leta 1992 so Demirörs, Rafraf in Tanik objavili metodo za pretvorbo nekaterih magičnih kvadratov v rešitve problema n-dam in obratno.
Vsak latinski kvadrat ni magični kvadrat, obratno pa velja.